# نملة الباندا
نملة الباندا (بالأنكليزية: Panda ant) لا تصنف من أنواع النمل بالرغم من اسمها وشكلها، بل هي من فصيلة من الزنبوريات المشهورة باسم النمل المخملي. حيث هي عبارة عن حشرات الزنْبار أو الدبور ولكن هذه الكائنات تتميز أنها تفتقد للأجنحة ويتلاقى مع نحل العسل في عائلة المملكة الحيوانية في رتبة ذوات الخصر وهو أحد التصنيفات الخاصة بالكائنات الحية). أنها دبابير وليست من النمل ويمكن تمييزها عن النمل بشعرها الكثيف الذي يغطي أجسامها.

## التسمية
الاسم مشتق من لونيها الأبيض والأسود الذي تشتهر به دبب الباندا.